# (37198) 2000 WH79
2000 WH79 (asteroide 37198) é um asteroide da cintura principal. Possui uma excentricidade de 0.05991790 e uma inclinação de 10.86017º.
Este asteroide foi descoberto no dia 20 de novembro de 2000 por LINEAR em Socorro.